# 17173游戏动漫嘉年华
17173遊戲動漫嘉年華是由17173主辦的中國全國性Cosplay和網絡遊戲展會。
17173遊戲動漫嘉年華每年七月到八月中旬在全國五大城市舉行，一般來說這個五個城市包括：北京、上海、广州、武汉和成都。其中成都在2008年因為汶川大地震停辦兩屆，由天津（2008年）和重慶（2009年）替補。

## Cosplay全國精英賽
Cosplay全國精英賽是17173游戏动漫嘉年华主體活動，也是中國大陸境內全國性Cosplay活動之一。
Cosplay全國精英賽分為：團隊賽、Cos Star個人賽和主題賽三個部份。 其中主題賽會因為贊助商的不同而設定不同的Cosplay主題。

## 外部連結
- 17173遊戲動漫嘉年華 騰訊官方微博（页面存档备份，存于）
- 漫域17173遊戲動漫嘉年華專題（页面存档备份，存于）

### 歷届官網
- “九陰真經”17173第十屆遊戲動漫嘉年華（页面存档备份，存于）（2012年官網）
- “完美世界”17173第九屆遊戲動漫嘉年華（页面存档备份，存于）（2011年官網）
- “完美時空”杯17173第八屆遊戲動漫嘉年華（页面存档备份，存于）（2010年官網）
- “完美時空”杯17173第七屆遊戲動漫嘉年華（页面存档备份，存于）（2009年官網）
- 《热舞派对》杯17173第六届游戏动漫嘉年华Archive.today的存檔，存档日期2013-04-24（2008年官網）
- 大话西游3杯17173第五届游戏动漫嘉年华（页面存档备份，存于）（2007年官網）
- 第四屆完美世界杯17173遊戲動漫嘉年華（页面存档备份，存于）（2006年官網）
- 17173游戏动漫嘉年华专题（2004年官網）
- 17173网络游戏100小时生存活动专题报道（页面存档备份，存于）（2003年版官網）